# Bahne Rabe
Bahne Rabe, född den 7 augusti 1963 i Hamburg i Tyskland, död 5 augusti 2001 i Kiel, Tyskland, var en västtysk och därefter tysk roddare.
Han tog OS-brons i åtta med styrman i samband med de olympiska roddtävlingarna 1992 i Barcelona.